# Nadežda Čegurdajeva
Nadežda Čegurdajeva (Надежда Чегурдаева) (4. studenog 1968., Fergana, SSSR, danas Uzbekistan) je ruska hokejašica na travi. Igra na mjestu vezne igračice.
Svojim igrama je izborila mjesto u ruskoj izabranoj vrsti.

## Sudjelovanja na velikim natjecanjima
- 2002.: SP u Perthu: 16.
- 2004.: izlučna natjecanja za OI: 9.

## Vanjske poveznice
- (rus.) ВолгаТелеком  Arhivirana inačica izvorne stranice od 14. ožujka 2016. (Wayback Machine) Надежда Чегурдаева